# Arnošt Lavante
Arnošt Lavante – Lavandeine (18. května 1924, Praha – 17. srpna 2015) byl český odborník působící v oblasti televizní techniky.

## Život
Narodil se 18. 5. 1924 v Praze do rodiny československého diplomata JUDr. Ernsta Lavante von Lavandeine (1892-1961), potomka krajského chirurga v Táboře, Alexia Lavante (1777-1847), syna francouzského důstojníka. Šlechtický titul získal roku 1906 jeho děda, plukovník Adalbert Lavante Edler von Lavandeine. Školní docházku absolvoval v zahraničí, kde jeho otec pracoval (působil v československé diplomacii v Turecku, později v Jihoafrické unii). V roce 1942 maturoval v Praze.
Do Československa se vrátil po skončení druhé světové války a nastoupil do podniku Tesla Elektronik v Praze-Strašnicích. Od roku 1952 spolupracoval na vývoji prvního československého sériově vyráběného televizního přijímače. Roku 1953 byl zaměstnán jako vědecký pracovník Ústavu pro sdělovací techniku A. S. Popova. V podniku Elstroj sestrojil zařízení pro rektifikaci pentasilanu a silanů na křemík, což bylo důležité při výrobě elektronických součástek. Později se v oblasti digitální techniky podílel na vývoji paměťových elementů, nejprve statických, později dynamických. Roku 1969 absolvoval ČVUT v Praze v oboru technická kybernetika. S rodinou emigroval do Německa, kde pracoval ve firmě Siemens.

## Dílo
Arnošt Lavante byl autorem, či spoluautorem řady prvních příruček k televizním přijímačům: Amatérská televizní příručka (1955, 1957, 1959), Opravy televizních přijímačů (1960) , Příručka techniky televizního příjmu a příjmu na VKV. V letech 1953-1961 byl v redakční radě časopisu Amatérské radio: časopis pro radiotechniku a amatérské vysílání. Přeložil a upravil Velkou příručku radioamatéra (1966). Ve Slovanském domě roku 1953 přednesl přednášku Televise v ČSR v rámci cyklu O aktualitách z radiotechniky Čs. společnosti pro šíření politických a vědeckých znalostí. V Národním technickém muzeu v Praze roku 1954 přednášku Čs. přijímač Tesla a dálkový příjem televise.

## Ocenění
Arnošt Lavante byl nositelem Vyznamenání Za zásluhy o výstavbu.